# Gastroscopio

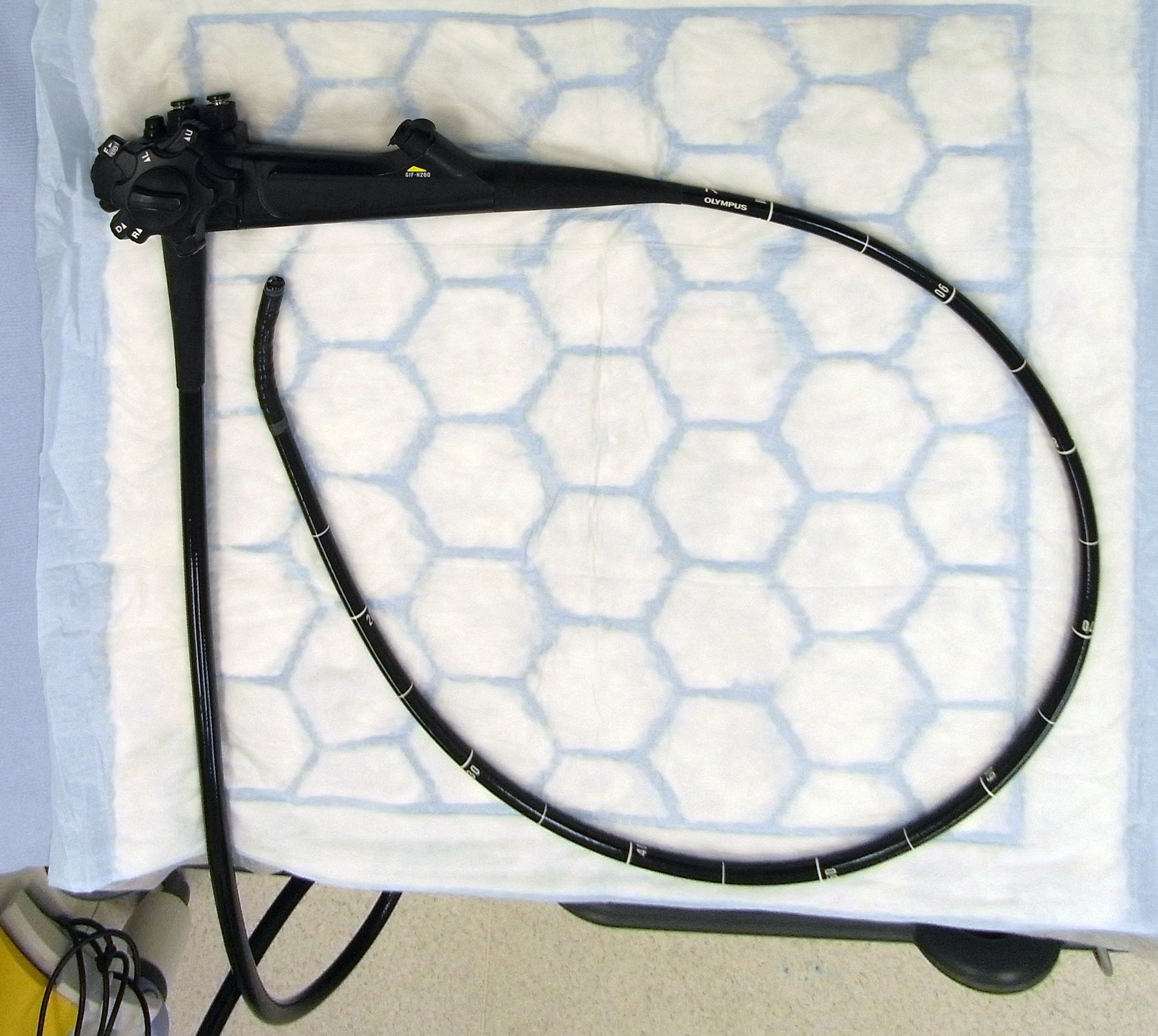
Gastroscopio flessibile moderno

Il gastroscopio è un particolare endoscopio ad uso medico, utilizzato per rendere possibile l'esame diretto dell'interno del lume delle vie digestive superiori: esofago, stomaco, duodeno. Questo esame è noto come esofagogastroduodenoscopia (o gastroscopia). Al gastroscopio può essere associata una particolare strumentazione per rendere possibile biopsie per un successivo esame istologico, brushing o aspirato per citologia. Attraverso l'utilizzo del gastroscopio è inoltre possibile compiere atti terapeutici.

## Storia

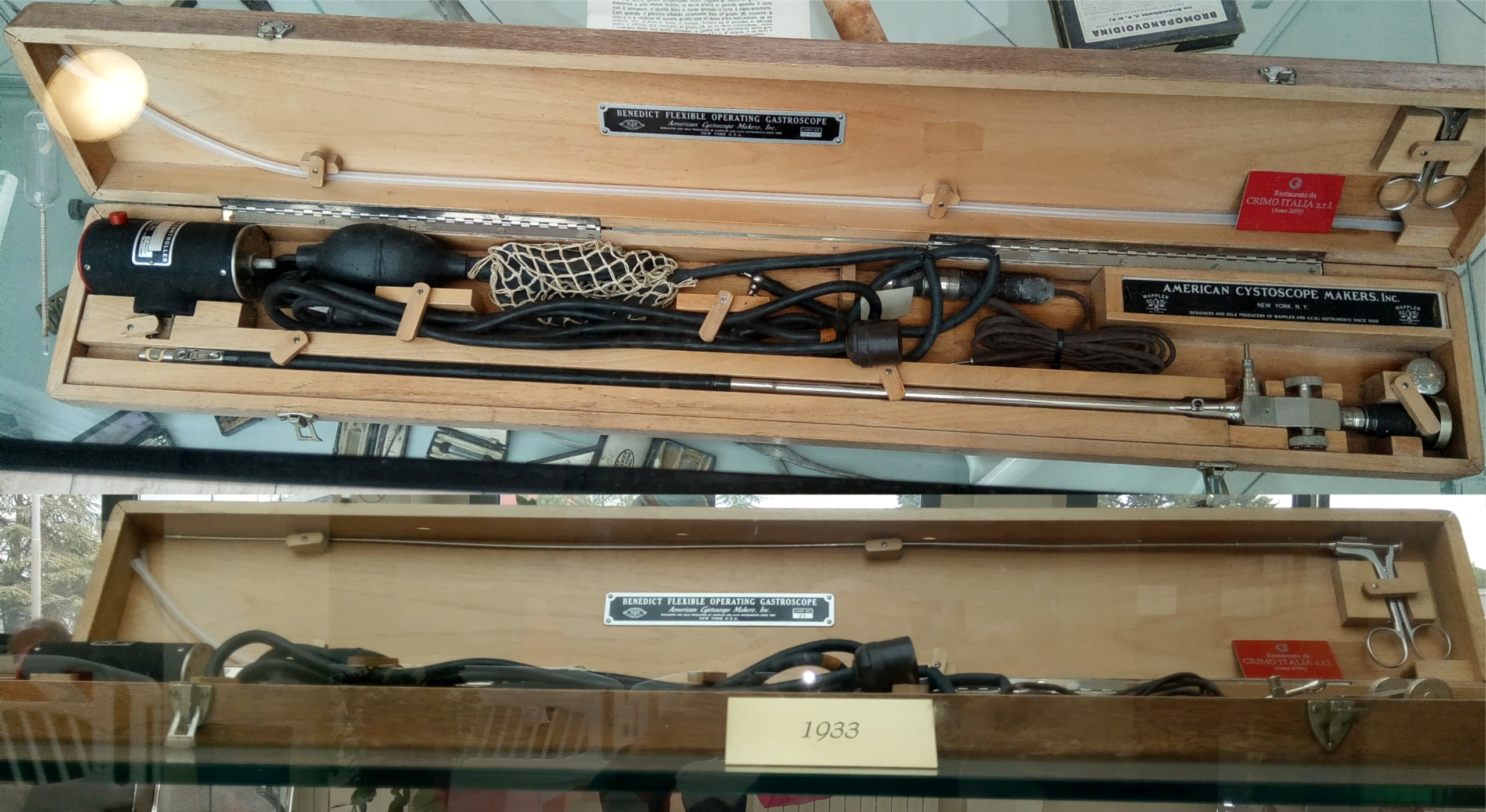
Gastroscopio 1933

Il primo gastroscopio fu ideato e realizzato dal medico chirurgo tedesco Rudolph Schindler nel 1932. Tuttavia già nel 1868 il medico tedesco Adolf Küssmaul (1822-1902) inserì per primo un rudimentale endoscopio nello stomaco di un "mangiatore di spade". Fu però costretto ad abbandonare questo progetto per la mancanza di una adeguata sorgente luminosa che illuminasse adeguatamente esofago e cavità gastrica. Pochi anni dopo in Austria, nel 1879, Max Nitze costruì un gastroscopio più evoluto. Tuttavia sia a causa delle dimensioni del tubo, che della tendenza ad emanare eccessivamente calore dalla fonte di luce interna (un filamento di platino in cui passava della elettricità), questo strumento fu utilizzato solo a scopo sperimentale.
Dopo un paio d'anni, nel 1881 Mikulicz-Radecki ideò il "poliscopio elettrico", di dimensioni molto più contenute e con una fonte di luce che non riscaldava. Grazie a questo strumento per primo osservò gli aspetti della mucosa delle alte vie digestive e riuscì anche a descrivere la motilità del piloro.
Come già accennato la vera svolta avviene con il gastroscopio di Schindler. Il chirurgo tedesco aveva già pubblicato nel 1923 un primo atlante a colori di gastroscopia, ma si rendeva conto dei grandi limiti esplorativi e della scarsa tollerabilità degli endoscopi rigidi. Dopo la morte di un paziente a seguito di una perforazione esofagea nel 1932, ad una riunione medica a Monaco, presentò il primo gastroscopio semirigido. Un esempio di questo gastroscopio di Wolf-Schindler è ancora oggi conservato presso il Dipartimento di Scienze Mediche dell'Università degli Studi di Milano
A partire dal 1957, grazie agli studi di Hirschowitz viene realizzato, in collaborazione con la ditta American Cystoscope Makers Inc., il primo modello di endoscopio flessibile, utilizzabile in ambito gastroenterologico, dotato di un fascio di fibre ottiche. Nel 1990 si ha l'avvento della videoendoscopia. In quest'ultimo perfezionamento tecnico il sensore è costituito da un chip posto all'estremità distale dell'endoscopio. Il sensore trasforma l'energia luminosa in impulsi elettrici che vengono poi rielaborati da un videoprocessore che "costruisce" l'immagine visualizzandola su un monitor.

## Strumentazione
Un gastroscopio, o fibrogastroscopio, è sostanzialmente un endoscopio composto da un tubo flessibile con fibra ottica o telecamera dallo spessore di circa 8–12 mm. Alla estremità iniziale vi è una sorgente luminosa che viene ritrasmessa tramite un sistema a fibre ottiche permettendo l'illuminazione della zona che si vuole porre sotto osservazione. All'altra estremità vi è un sistema di ottiche per gli strumenti a fibra ottica o monitor per gli strumenti provvisti di telecamera con quasi sempre, in aggiunta, sistemi di videoregistrazione delle immagini.
I più moderni strumenti dotati di telecamera possono avere risoluzioni video in Full HD.

### Fibrogastroscopio ottico
Il fibrogastroscopio ottico si caratterizza per un'unità centrale di comando con due tasti a valvole: una aria/aqua (di solito blu) per infondere acqua, lavando anche la lente visiva da materiale organico o appannamento e insufflare aria che a sua volta, creando pressione, dilata le pareti permettendo allo strumento di proseguire, l'altra aspirazione (di solito arancione) per permetterne l'aspirazione di liquidi, materiale organico o aria. L'unità di comando e controllo prosegue con un tubo flessibile (sonda) che porta la luce guida e uno o più canali di servizio. All'apice della sonda vi è una punta flessibile che grazie alla azione su manopole collegate con tiranti di acciaio permette la retroversione (flessione di 180°) della punta stessa. Lo sguardo dell'operatore è posto direttamente nell'ottica e l'immagine viene trasportata da un fascio di migliaia di fibre di vetro rivestite da una guaina.
La lunghezza di un fibrogastroscopio ottico è variabile, a seconda del produttore e della tecnologia adoperata, intorno ai 110 cm. Anche il calibro varia, in genere tra gli 8 ed i 12 mm. Questo tipo di strumento risulta facilmente trasportabile e viene soprattutto impiegato in casi di emergenza o come supporto nel corso di interventi chirurgici.

### Gastroscopio digitale
Il Gastroscopio digitale rappresenta l'evoluzione del fibrogastroscopio ottico. Nello strumento digitale l'immagine, derivante da una illuminazione stroboscopica rossa verde e blu (RGB) proveniente da una luce alogena, xenon o LED è acquisita tramite un chip CCD posto sull'apice dello strumento e trasmessa come segnale elettronico a un monitor video. Il Gastroscopio digitale permette di acquisire un'immagine qualitativamente migliore della zona indagata. Il monitor permette inoltre all'intera équipe, e non solo all'operatore principale, di partecipare alla esecuzione e valutazione dell'esame.

### Strumentario accessorio
Al gastroscopio inteso come strumento-base, si associano una serie di accessori che si utilizzano per il completamento dell'esame ed in particolare per procedure diagnostiche ed operative. Fra questi accessori si segnalano le pinze bioptiche, gli aghi per aspirato o iniezione, le spazzole per la citologia (brushing), il cestello o basket, le pinze da corpo estraneo, fino a miniapparati ecografici per l'esecuzione di ecoendoscopie.

### Struttura del gastroscopio
Per quanto sopra riportato si evince che la struttura di un gastroscopio è estremamente complessa e si compone di vari canali. Tra questi il canale di insufflazione dell'aria per la distensione del viscere; il canale dell'acqua per i lavaggi e la rimozione di particelle che ostacolano la visione; il canale di aspirazione di acqua, aria e materiale organico che spesso coincide con il canale operativo e i più moderni strumenti hanno anche un canale di lavaggio supplementare che dirige un preciso getto d'acqua per lavare una specifica zona della parete. Il tutto è controllato da apposite valvole di apertura/chiusura (valvola aria/acqua; valvola aspirazione; ingresso del canale operativo) poste sull'impugnatura dello strumento. Lo strumento vero e proprio a sua volta è collegato tramite un cavo di connessione alla fonte di luce e al processore (nel caso di gastroscopi digitali), generalmente posizionati sulla cosiddetta colonna endoscopica. Sulla colonna endoscopica in genere trovano alloggiamento anche il monitor (nel caso di gastroscopi digitali), un sistema di registrazione o una stampante, un'asta porta endoscopi, una pompa di lavaggio e a volte, quando l'ospedale è sprovvisto di aspirazione a muro, anche una pompa di aspirazione con il suo relativo contenitore.